# Stuguhögstjärnen
Stuguhögstjärnen är en sjö i Bergs kommun i Jämtland och ingår i Ljungans huvudavrinningsområde. Sjön har en area på 0,0658 kvadratkilometer och ligger 342,1 meter över havet.

## Delavrinningsområde
Stuguhögstjärnen ingår i det delavrinningsområde (692175-144531) som SMHI kallar för Utloppet av Horten. Medelhöjden är 412 meter över havet och ytan är 38,68 kvadratkilometer. Det finns inga avrinningsområden uppströms utan avrinningsområdet är högsta punkten. Kvarnån (Hortesån) som avvattnar avrinningsområdet har biflödesordning 2, vilket innebär att vattnet flödar genom totalt 2 vattendrag innan det når havet efter 181 kilometer. Avrinningsområdet består mestadels av skog (73 procent). Avrinningsområdet har 6,24 kvadratkilometer vattenytor vilket ger det en sjöprocent på 16,1 procent.